# Вергина
Вергѝна (на гръцки: Βεργίνα, Вергина) е село в Република Гърция, част от дем Бер (Верия) на област Централна Македония.

## География
Селото е разположено на надморска височина от 120 m в Солунското поле на десния бряг на река Бистрица (Алиакмонас), в подножието на планината Голен (Колона), на 75 километра югозападно от Солун и на 10 километра югоизточно от Бер (Верия).

## История

### Еге
При археологически разкопки в края на трийсетте години на ΧΧ век край Вергина е локализирана първата столица на антична Македония – Еге (Αιγαί). През 1977 година във Вергина след археологически разкопки, водени от гръцкия археолог Манолис Андроникос, е открит некропол, за който се смята, че е на бащата на Александър Македонски – Филип II Македонски. На същото място е намерен античният македонски символ – шестнадесетлъчево слънце, известно като Звездата от Вергина и венците на Филип II Македонски и Меда от Одесос, с които са погребани – Вергинският златен дъбов венец и Вергинският златен миртов венец. В 1962 година комплексът е обявен за паметник на културата. Находките по-късно са изложени в Музея на Вергинските царски гробници.

### В Османската империя
Вергина е образувано в 1926 година от сливането на селата Кутлеш и Барбеш (на гръцки: Κούτλες, Кутлес, Μπάρμπες, Барбес). В XIX век и Кутлеш и Барбеш са гръцки чифлишки села в Берска кааза на Османската империя. Притежание са на бей от Палатиция. Няколко жители на двете села участват в Гръцкото въстание от 1821 година – Стаматиос Константину (р. 1804), Димос Маргарити и Константинос Маргарити. Александър Синве („Les Grecs de l’Empire Ottoman. Etude Statistique et Ethnographique“) в 1878 година пише, че в Парпаси (Parpassi), Берска епархия, живеят 120 гърци. Според статистиката на Васил Кънчов („Македония. Етнография и статистика“) в 1900 година в Кутлиш живеят 60, а в Барбеш 50 гърци християни.

### В Гърция
След Междусъюзническата война в 1913 година селата попадат в Гърция. При преброяването от 1913 година Барбеш има 98 жители, а в това от 1920 година – 112. Кутлеш в 1913 година има 83 жители, а в 1920 година – 110.
След Лозанския мирен договор и конвенциите за обмяна на население между Гърция и Турция и Гърция и България в 1924 година във Вергина са заселени понтийски гърци от Мала Азия и гърци от България. В 1928 година Вергина е смесено местно-бежанско селище със 122 бежански семейства и 391 жители бежанци, като общо заедно с Кутлеш жителите са 614.
Вергина е наречено на името на легендарна македонска царица на Бероя, по предложение на митрополит Константий Берски.
Населението се занимава със земеделие – произвежда пшеница, памук и овошки, и частично със скотовъдство.
Вергина е център на архиерейско наместничество на Берската, Негушка и Камбанийска епархия на Гръцката православна църква.
| Име                  | Име        | Ново име | Ново име | Описание                     |
| -------------------- | ---------- | -------- | -------- | ---------------------------- |
| Сугляис или Суглятис | Σουγλιατης | Овелос   | Όβελός   | връх в Шапка на Ю от Вергина |

Барбеш
| Година    | 1913 | 1920 | 1928 | 1940 | 1951 | 1961 | 1971 | 1981 | 1991 | 2001 | 2011 | 2021 |
| --------- | ---- | ---- | ---- | ---- | ---- | ---- | ---- | ---- | ---- | ---- | ---- | ---- |
| Население | 98   | 112  |      |      |      |      |      |      |      |      |      |      |

Кутлеш
| Година    | 1913 | 1920 | 1928 | 1940 | 1951 | 1961 | 1971 | 1981 | 1991 | 2001 | 2011 | 2021 |
| --------- | ---- | ---- | ---- | ---- | ---- | ---- | ---- | ---- | ---- | ---- | ---- | ---- |
| Население | 83   | 110  |      |      |      |      |      |      |      |      |      |      |

Вергина
| Година    | 1913 | 1920 | 1928 | 1940 | 1951 | 1961 | 1971 | 1981 | 1991 | 2001 | 2011 | 2021 |
| --------- | ---- | ---- | ---- | ---- | ---- | ---- | ---- | ---- | ---- | ---- | ---- | ---- |
| Население |      |      | 614  | 1008 | 794  | 962  | 1048 | 1212 | 1198 | 1197 | 1242 | 1096 |